# Bisdom Karonga
Het bisdom Karonga (Latijn: Dioecesis Karongana) is een rooms-katholiek bisdom met als zetel Karonga in het noorden van Malawi. Het is een suffragaan bisdom van het aartsbisdom Lilongwe. Het bisdom werd opgericht in 2010.
In 2019 telde het bisdom 9 parochies. Het bisdom heeft een oppervlakte van 12.000 km² en telde in 2019 478.000 inwoners waarvan 12,4% rooms-katholiek was. 

## Bisschoppen
- Martin Anwel Mtumbuka (2010-)